# Kupa
Die Kupa (kroatisch) bzw. Kolpa (slowenisch), auf Deutsch Kulpa (von lateinisch Colapis oder Calapius), ist ein fischreicher Nebenfluss der Save in Kroatien und Slowenien. Sie entspringt in Kroatien im Nationalpark Risnjak, der auf dem Gebiet Gorski Kotar liegt. Der Fluss bildet auf etwa 100 km Länge am Oberlauf vom slowenischen Ort Osilnica beginnend die Grenze zwischen beiden Ländern bis in etwa zum slowenischen Ort Božakovo bei Metlika in der Bela krajina. Bis Karlovac auf kroatischem Gebiet gilt er als sauber und wird im Sommer zum Baden genutzt. Die Kupa/Kolpa wurde im Jahr 2012 zur EDEN-Region (European Destination of ExcelleNce) gewählt. Eine Sonderbriefmarke der slowenischen Post wurde zu diesem Anlass herausgegeben.

## Flusslauf
Die Kupa/Kolpa entspringt im Gorski kotar nordöstlich von Rijeka auf dem Gebiet des Nationalparks Risnjak. Nachdem ihr die Čabranka von links zugeflossen ist, bildet die Kupa/Kolpa dann die Grenze zu Slowenien, bevor sie hinter Metlika auf kroatischem Gebiet weiterfließt. Anschließend verläuft sie durch Karlovac und mündet schließlich bei Sisak in die Save. Gerade die Tatsache, dass der Fluss jahrelang die EU- bzw. Schengenaußengrenze war, führte dazu, dass ihn illegale Migranten überqueren mussten, falls sie Schlepper dort aussetzten. Dies führte immer wieder dazu, dass Flüchtlinge darin ertranken, weil sie aufgrund mangelnder Ortskenntnisse den Fluss an Stellen zu queren versuchten, die man nicht durchwaten kann.
Auf slowenischer Seite wurde an vielen Stellen die Grenze im Zuge der der sogenannten Flüchtlingskrise ab 2015 mit Stacheldraht befestigt. Dieser wurde später teilweise durch einen Grenzzaun ersetzt. Diese Grenzbefestigungen behindern vor allem den Wildwechsel. Auch die touristische Entwicklung wurde dadurch behindert. Unter der gegenwärtigen Regierung Golob wurde begonnen, diese Anlagen zurückzubauen. Dennoch wird immer wieder von Zurückweisungen illegaler Einwanderer nach Kroatien berichtet.

## Wirtschaftliche und touristische Nutzung des Flusses
Die Kupa/Kolpa ist praktisch nicht schiffbar. Nur die letzten etwa 3 Kilometer von der Anlegestelle in Sisak bis zur Mündung in die Save werden z. B. von Donau-Passagierschiffen befahren. Die Wasserkraft wurde für den Antrieb von Getreidemühlen aber auch Sägewerken (z. B. Podturn/Slowenien) genutzt. Manchmal gab es beides in Kombination. Entlang der Kupa stehen noch etliche alte Wassermühlen, von denen bereits einige wieder renoviert wurden in: Sracak, Pravutina, Misinci, Bubnjarci, Mala Paka und Jurovo. Die aufgeführten Mühlen stehen auf kroatischer Seite des Flusses. Etwa 86 Mühlen gab es insgesamt. Am Oberlauf, auf dem Gebiet des heutigen Kočevje, wurden einige davon von den deutschen Gottscheern erbaut. Modernisierung und sozialer Wandel führten dazu, dass nur noch wenige Mühlen und Sägen genutzt werden; auf slowenischer Seite ist noch eine einzige Wassermühle in der Region Kočevje in Betrieb. Touristisch wird der Fluss vor allem für das Baden genutzt. Es gibt auch einige Campingplätze entlang des Flusses. Im Sommer finden zahlreiche Festivals und Veranstaltungen an den Ufern statt. Beispiele hierfür sind der Sommerkarneval in Podzemelj (Bela krajina), der vom Kulturverein Kučar veranstaltet wird und das große mehrtägige Rockfestival „Schengenfest“ am Campingplatz Vinica.
Slowenien hat im Jahre 2006 einen Großteil des Flusses beginnend beim Dorf Fučkovci bis hinauf nach Stari Trg als Krajinski park Kolpa unter Naturschutz gestellt.
An der Kupa liegt auch das Dorf Letovanić in Kroatien. Das Dorf und der Fluss bilden gemeinsam die ungefähre Grenze zwischen den kroatischen Regionen Turopolje und Banovina.

## Zuflüsse
Die wichtigsten Zuflüsse der Kupa sind die Čabranka, die Dobra, die Korana, die Kupčina, die Lahinja in Slowenien, sowie die Glina und Odra.

## Hydrologie
Das Einzugsgebiet der Kupa umfasst eine Fläche von 10.032 km² und befindet sich zum größten Teil in Kroatien, sowie zu kleineren Teilen in Slowenien und Bosnien-Herzegowina. Die mittlere Abflussmenge an der Mündung in die Save beträgt 283 m³/s. Damit ist die Kupa nach der Drina der zweitwasserreichste Nebenfluss der Save.

## Bademöglichkeiten
Es gibt unzählige Bademöglichkeiten entlang der Kupa/Kolpa. Besonders populäre Bademöglichkeiten mit breitem Strand gibt es in Pravutina, Mala Paka, Ozalj und Bubnjarci auf kroatischer Seite. Auf slowenischer Seite wird an einer Vielzahl von ehemaligen Wassermühlen bzw. Stauwehren gebadet. Beispiele hierfür sind Stari Trg, Vinica, Adlešiči, und Griblje. In Podzemelj und Primostek gibt es bewirtschaftete Campingplätze. Der zu sozialistischen Zeiten beliebte Campingplatz mit Bademöglichkeiten direkt am Grenzübergang in Metlika wurde in den Jahren 2022/2023 erneuert. In den 1970er und 80er Jahren fuhren Touristen aus der Hauptstadt Ljubljana mit sog. Badezügen an die Kolpa nach Metlika. Im dortigen Campingplatz fanden Musik und Tanzveranstaltungen wie die Noč na Kolpi (dt. Nacht an der Kolpa) statt, zu der selbstverständlich auch Besucher aus dem kroatischen Nachbargemeinden kamen, wie die Bürgermeisterin von Metlika kürzlich erinnerte.

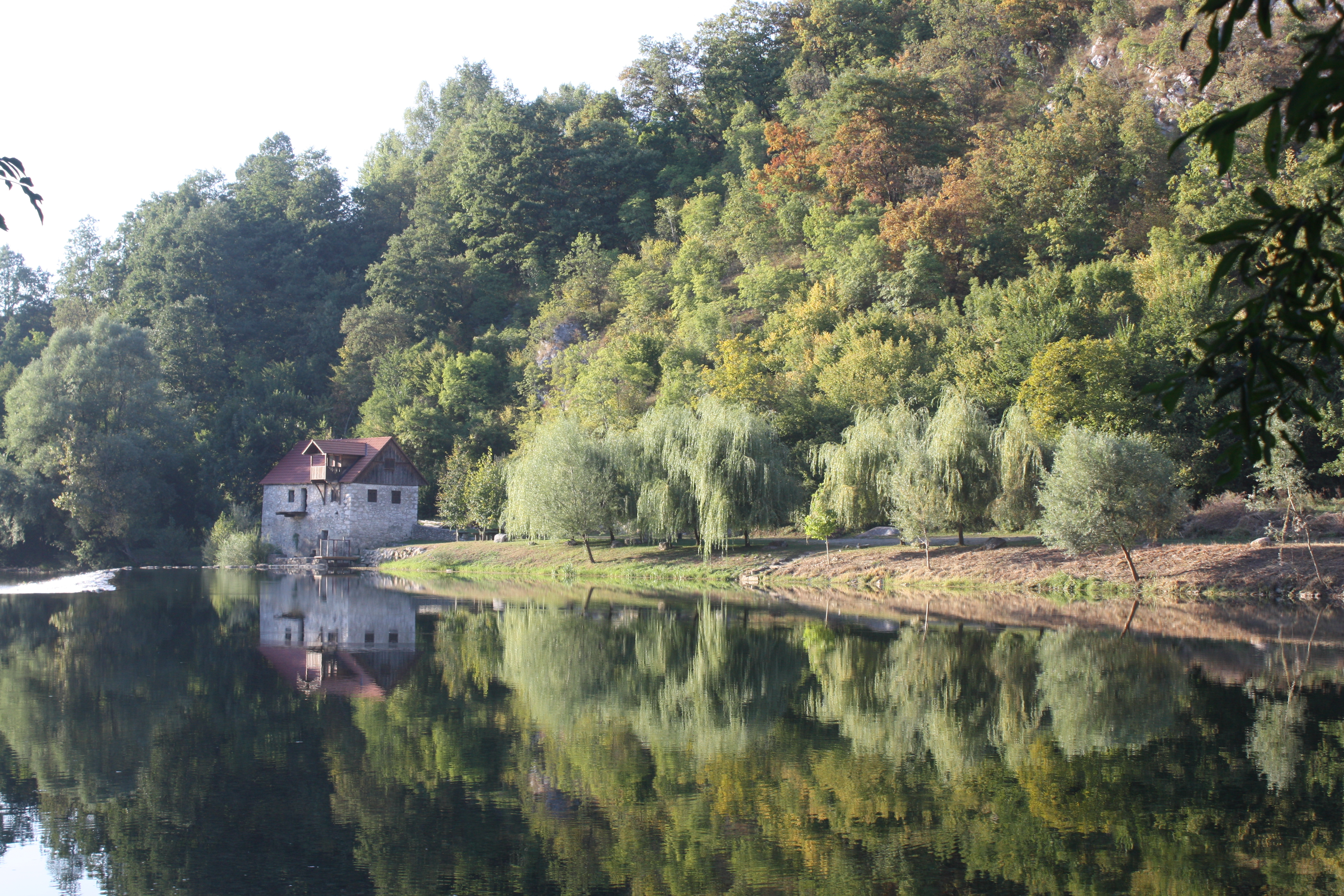
Kolpa bei Adlešiči mit ehemaliger Mühle

## Kläranlagen, Wasserqualität, Umweltverschmutzung
Mit am problematischsten ist der Zufluss der Krupa, die bei Primostek in die Kupa/Kolpa mündet. Dieser kurze Fluss mit malerischer Quelle ist durch PCB verschmutzt, die aus einer illegalen Deponie eines Kondensatorenwerkes in Semič (Slowenien) stammen. Die Verschmutzung wurde im Jahre 1984 rein zufällig von Wissenschaftlern des Gesundheitsamtes in Maribor und später auch in Ljubljana erkannt, als man die Quelle der Krupa untersuchte, um diese zur Trinkwassergewinnung für die Bela krajina zu untersuchen. Besonders problematisch ist die Tatsache, dass es sich hier um eine Karstlandschaft handelt. Noch heute ist die Belastung alarmierend hoch und kann in Bodenproben, Fischen, im Wasser, in Haustieren usw. nachgewiesen werden.
Bereits im sozialistischen Jugoslawien wurde der Fluss sowohl als Tränke für Rinder als auch zur Autowäsche verwendet und Einheimische benutzten in den Sommermonaten den Fluss zur Körperwäsche unter Verwendung von Seifen und Shampoos, da viele kein richtiges Bad zu Hause hatten. Die dadurch verursachte Wasserverschmutzung war aber lokal und nur auf gewisse Zeiten beschränkt und deswegen verhältnismäßig gering.
Seit dem Zerfall Jugoslawiens und später dem Eintritt Sloweniens in die EU sinkt die Wasserqualität, was besonders von Griblje in der Bela krajina (Slowenien) flussabwärts deutlich zu beobachten ist. Das Flussbett ist deutlich verschlammt, möglicherweise auch durch einen Rückgang der Niederschläge in den Sommermonaten. Eventuell werden auch die Stauwehre nicht fachgerecht erneuert. Die Wasserqualität leidet durch die Verwendung von Gülle und Kunstdünger auf den landwirtschaftlichen Flächen.
Hinzu kommt, dass seit der Jahrtausendwende in die Kupa/Kolpa Abwasser der neu entstandenen, zweistufigen Kläranlagen geleitet wird, die aufgrund der neuen Kanalisation gebaut worden sind. Auf Druck der EU müssen nun alle Ortschaften in der Bela krajina an eine Kanalisation angeschlossen werden, weil die verwendeten Sickergruben aufgrund des Karstes problematisch sind. Außerhalb der Städte sind daher viele kleine, zweistufige (mechanisch-biologische), dezentrale Kläranlagen entstanden, welche das geklärte Abwasser in die Flüsse leiten. Auch an der Kupa/Kolpa sind bereits solche Kläranlagen in Betrieb. Bislang jedoch nur unterhalb des Krajinski Park Kolpa. Die erste Kläranlage befindet sich bei Griblje. Weiter Kläranlagen gibt es bei Krasinec usw. In Vinica wird derzeit eine Kanalisation gebaut.
Problematisch ist die Belastung durch die verstärkte Verwendung von künstlichen Düngemitteln und Düngemitteln aus der Biogasanlage in Črnomelj. Zu sozialistischen Zeiten verwendeten die meist kleinen Bauernhöfe nur Dung zur Düngung, was der Karstlandschaft mit nur dünnen Humusböden gut angepasst war. Nun versucht man durch Flurbereinigungsmaßnahmen (Zusammenlegung landwirtschaftlicher Nutzflächen) die Feldgröße zu erhöhen. Die wenigen verbliebenen Bauernhöfe versuchen nun durch Einsatz von Kunstdünger und vor allem auch Gülle, die vorher nie in dieser Gegend zur Düngung verwendet worden sind, den Ertrag zu steigern.
Die vor einigen Jahren in Betrieb gegangene Biogasanlage in Črnomelj ist in letzter Zeit vermehrter Kritik ausgesetzt. Viele Bewohner Črnomeljs beklagen sich immer wieder darüber, dass sie wiederholt unerträglichem Gestank aus der Anlage ausgesetzt seien. Bei Untersuchungen des Gärrestes hat man festgestellt, dass die Grenzwerte für Salmonellen im Juni 2012 überschritten worden sind. Laut Pressemitteilungen mussten die Betreiber der Anlage eine hohe Strafe für die Ableitung der kontaminierten Gülle in eine nahe gelegene Schweinefarm bezahlen. Beobachter sprechen davon, dass sogar aus dem Ausland (z. B. Bosnien-Herzegowina) Schlachtabfälle in der Biogasanlage verwendet werden. Eine lokale Bürgerinitiative namens Proteus hat sich gebildet und kämpft für Verbesserungen. Umweltaktivisten kritisieren in diesem Zusammenhang, dass die maßgebende slowenische Verordnung zur Verarbeitung biologisch abbaubarer und gemischter Kommunalabfälle auf Grenzwerten beruhen, die in Dänemark, Deutschland und Frankreich gelten, wo es keinen oder nur wenig Karst gibt und die Böden dort deswegen eine höhere Selbstreinigungskraft besitzen.

## Galerie

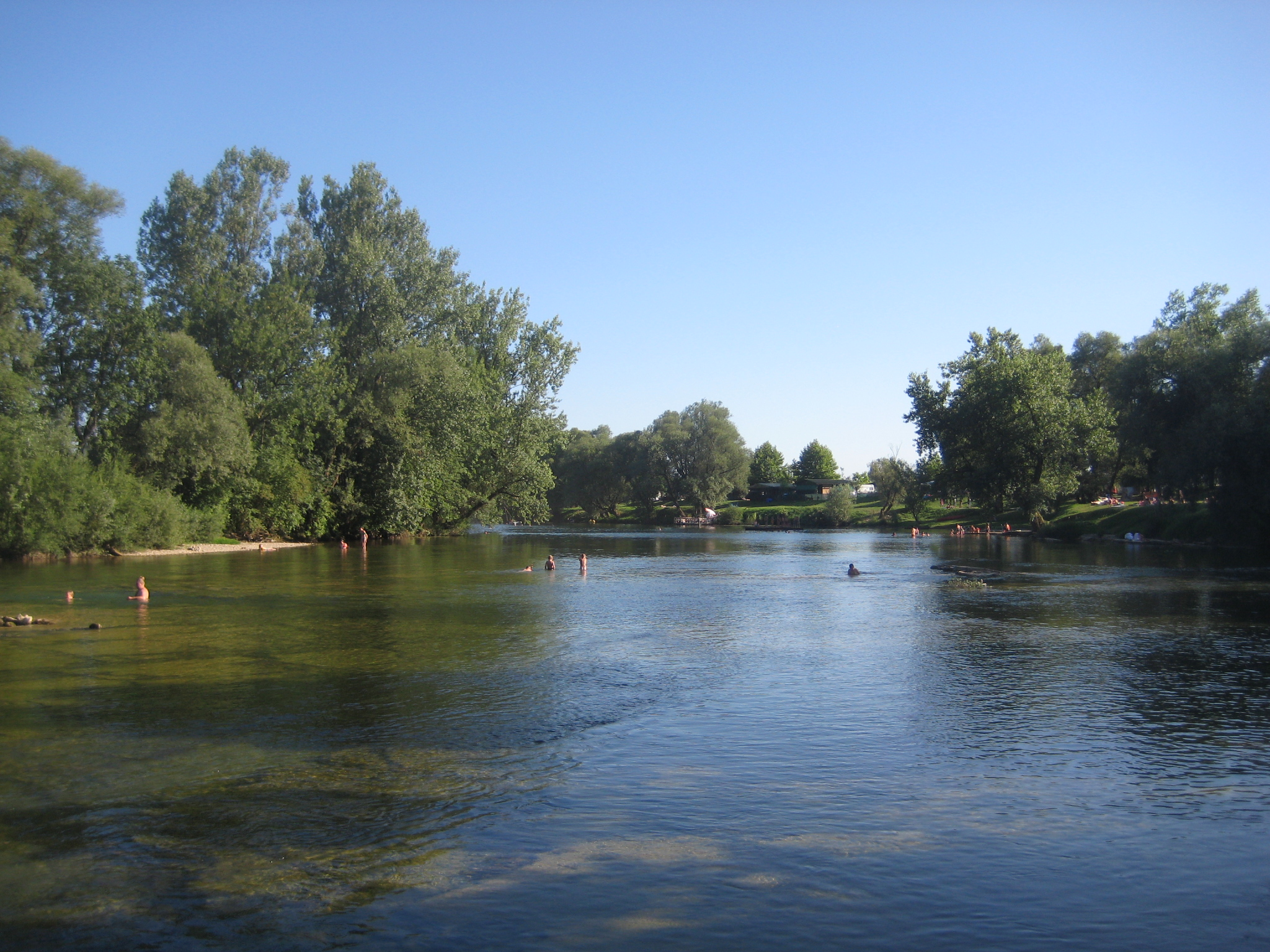
Kolpa am Campingplatz Podzemelj
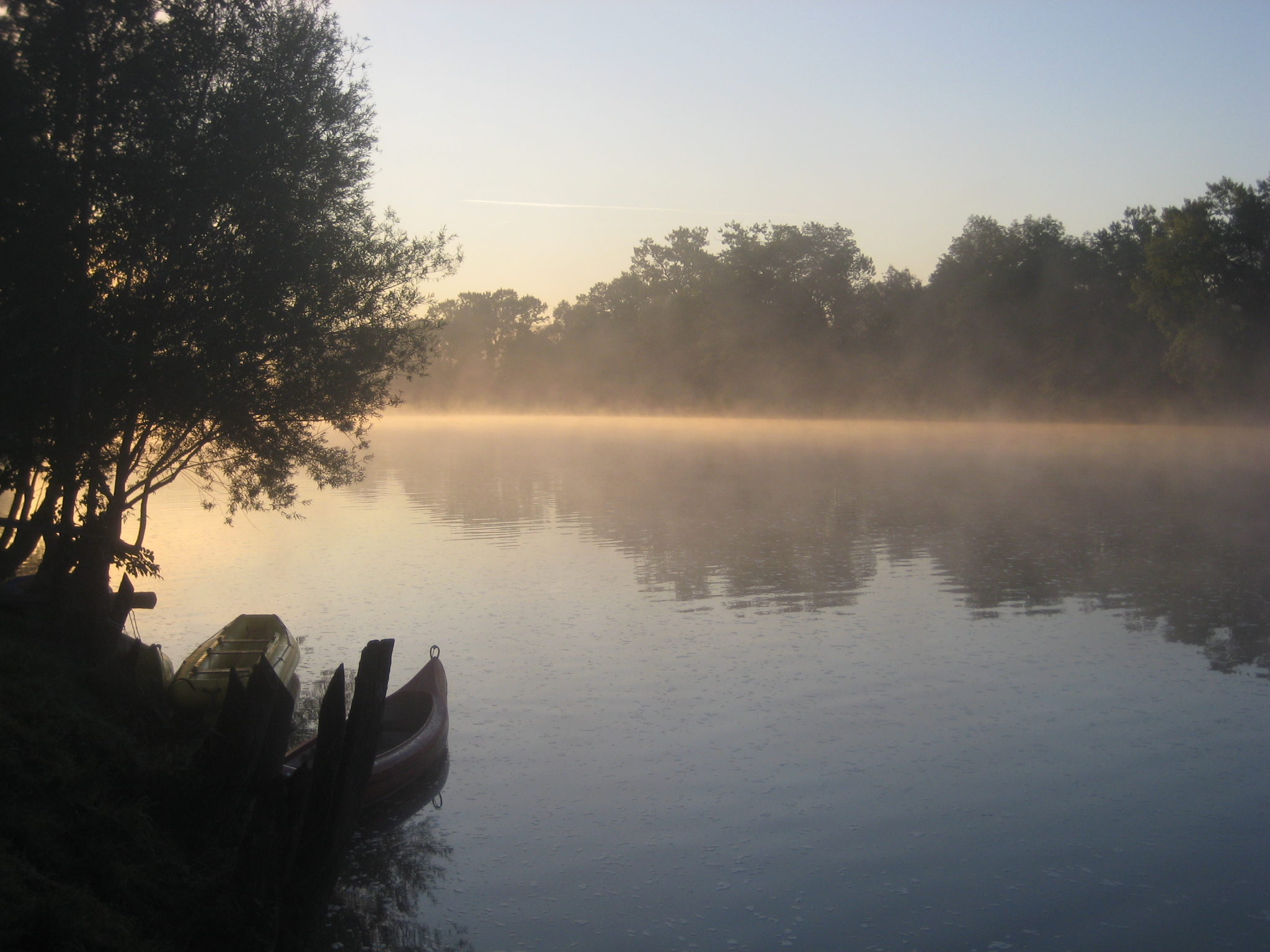
Kolpa in den Morgenstunden (Vinica)
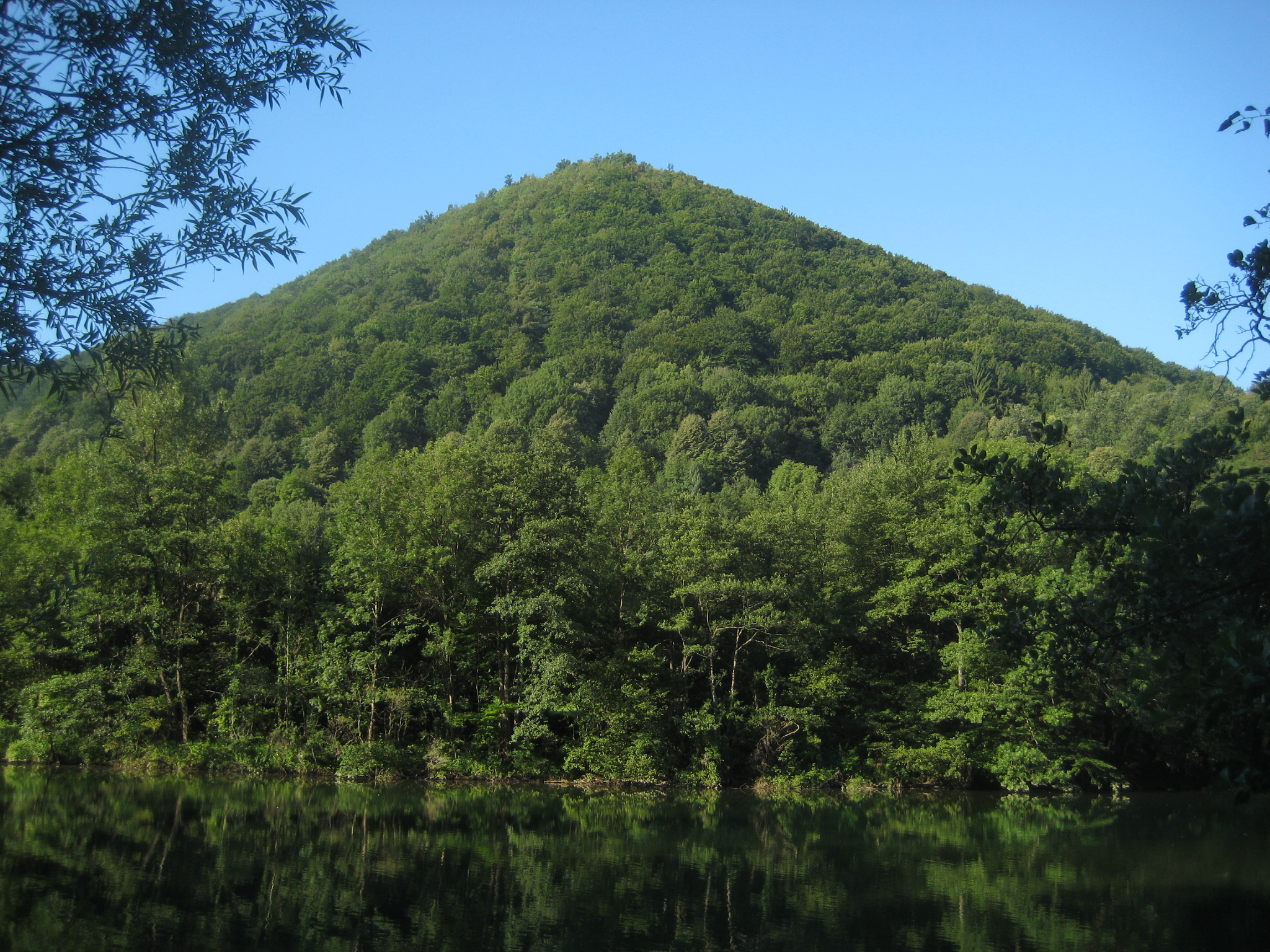
Kolpa bei Prelesje in Slowenien
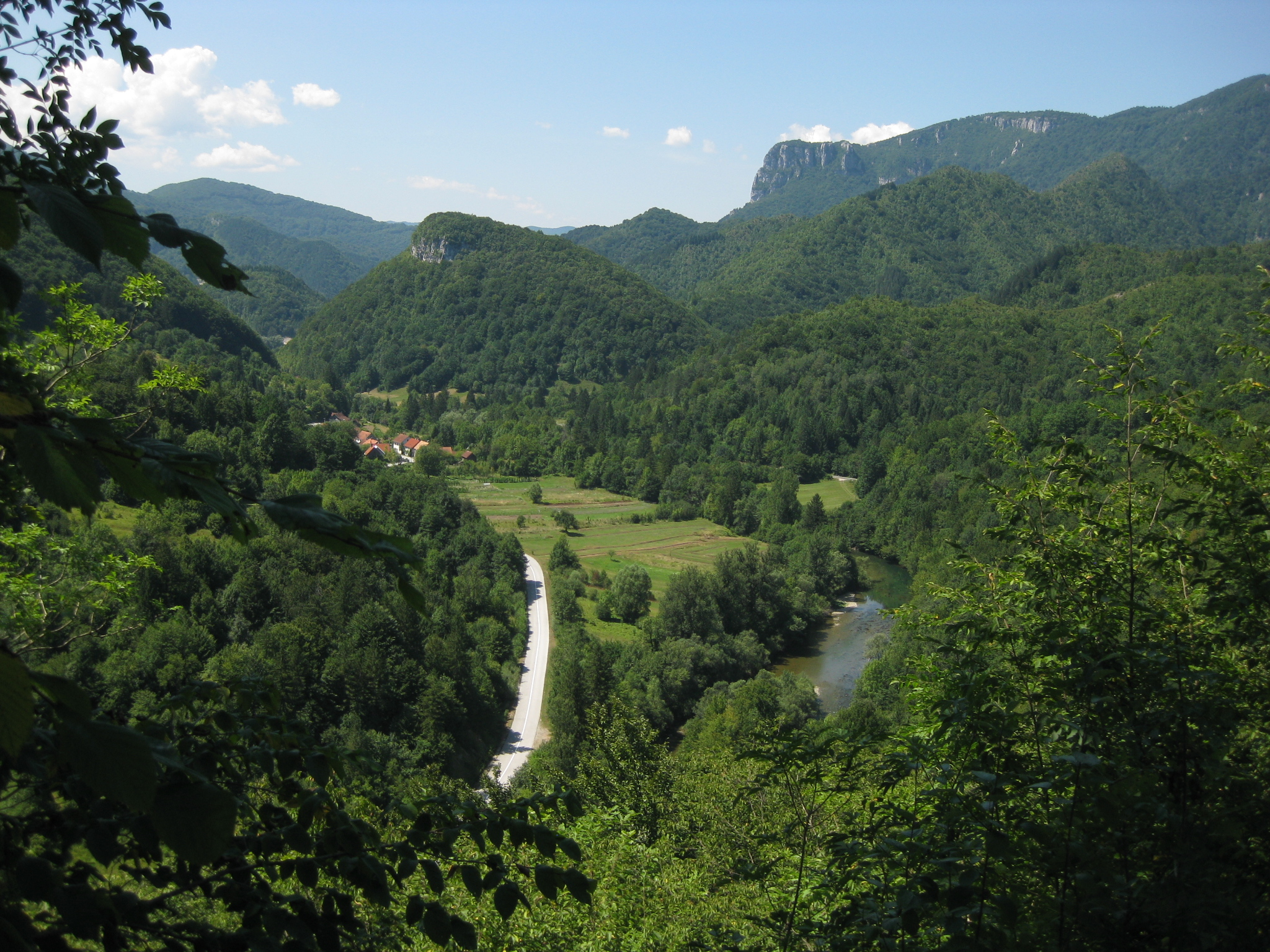
Kolpa bei Osilnica
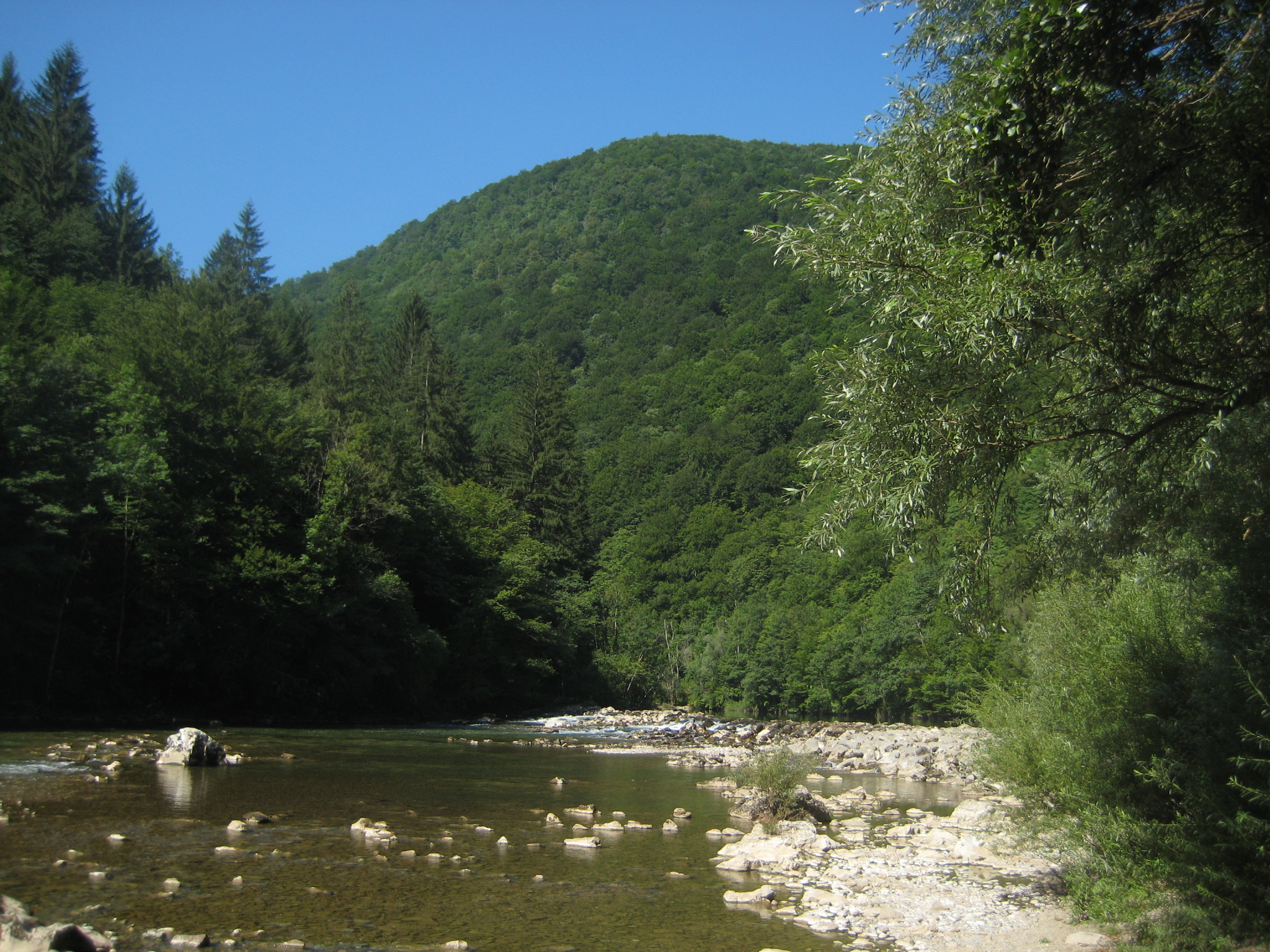
Kolpa nahe der Burg Kostel
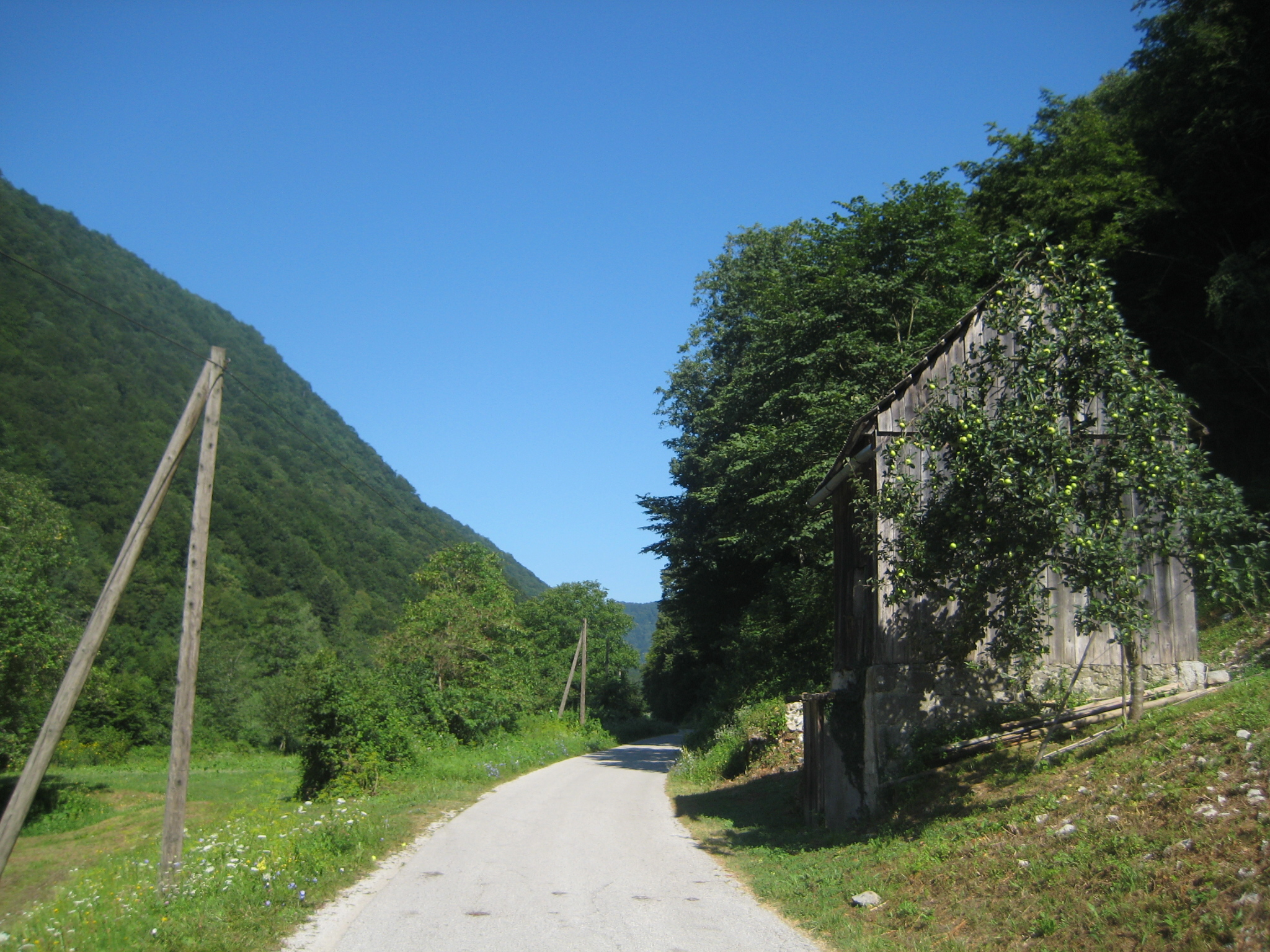
Straße entlang der Kolpaschlucht
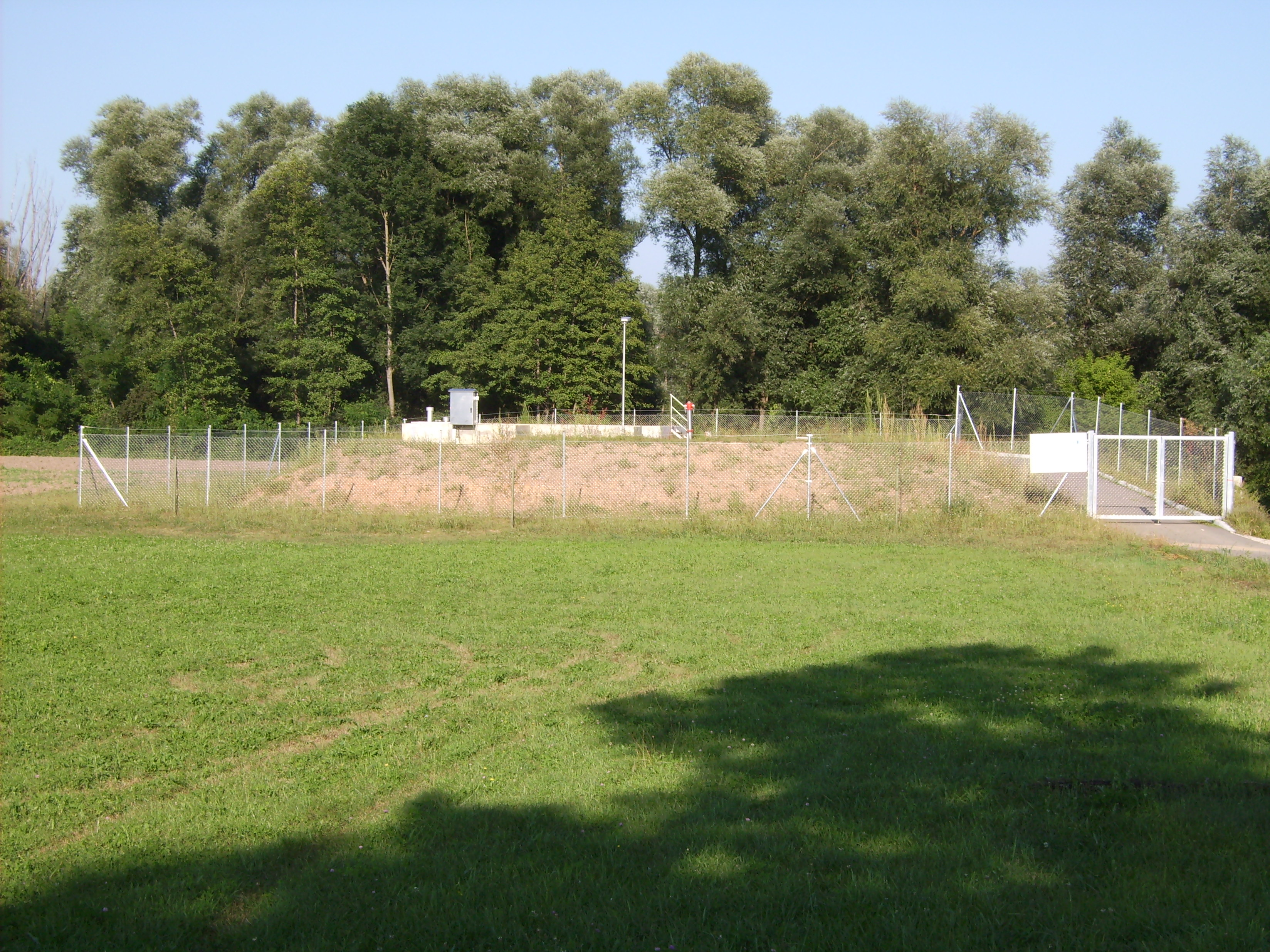
Kläranlage bei Krasinec